# Servidor de archivos

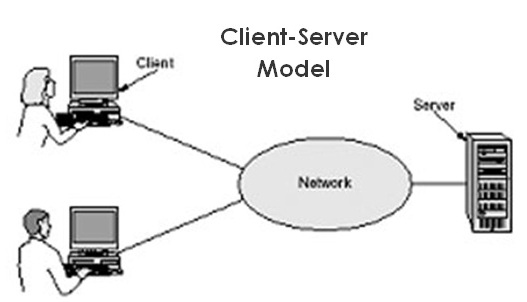
Esquema básico de una topología de red cliente-servidor.

Un servidor de archivos es un tipo de servidor que almacena y distribuye diferentes tipos de archivos informáticos entre los clientes de una red de computadoras.
Su función es permitir el acceso remoto de otros modos a los archivos que almacena o sobre los que tiene acceso.
En principio, cualquier computadora conectada a una red, con el software apropiado, puede funcionar como servidor de archivos.
Desde el punto de vista del cliente de red de un servidor de archivos, la localización de los archivos compartidos es transparente, es decir, en la práctica no hay diferencias perceptibles si un archivo está metido dentro de  en un servidor de archivos remoto o en el disco de la propia máquina.

## Protocolos de red
Los protocolos que suelen emplearse en las transferencias de los archivos son:
- File Transfer Protocol (FTP): multiplataforma.
- Server Message Block (SMB) o Common Internet File System (CIFS): ambiente Windows.
- Samba: Unix.
- Network File System (NFS) o sistema de archivos de red: Unix.